# Хорац панир
Хорац панир является неотъемлемой частью армянской кулинарной традиции, особенно в горных регионах.

### Происхождение и изготовление
Процесс приготовления включает несколько этапов:
- Приготовление рассольного сыра: из свежего молока изготавливают сыр, который затем крошат и перетирают.
- Добавление специй: в сырную массу добавляют зелень, такую как чабрец, тархун или дикий горный лук - птицемлечник (арм. խնջլոզ), а также соль и острый перец для усиления вкуса.
- Упаковка в кувшины: подготовленную массу плотно утрамбовывают в глиняные кувшины.
- Выдержка: кувшины переворачивают горлышком вниз и прикапывают в золу в тёмном прохладном месте на срок от шести месяцев и более. Зола действует как дренаж, впитывая излишнюю влагу.

### История
Жаркий климат также усложнял хранение сыра. Основное производство молока приходилось на летние месяцы, когда сыр из-за высокой кислотности часто портился. Учитывая, что каждая единица продукта была на вес золота, люди разработали особый способ его сохранения. Сыр крошили, смешивали с солью, добавляли специи и прессовали в глиняные кувшины. Горло кувшина закрывали плотной тканью и, повернув кувшин дном вверх, ставили на золу в прохладном месте или закапывали в землю.
Лишняя влага абсорбировалась из кувшина, ткань пропускала её, и в кувшине оставалась сухая, рассыпчатая сырная масса. Это было эффективным способом защитить сыр от летней жары и сохранить его до зимы, когда продуктов мало, а зима долгая. Закопанный сыр можно хранить месяцами, даже годами.
Открытие кувшина с закопанным сыром — небольшой праздник. Аромат заполняет погреб и изумляет: запах указывает на насыщенный вкус сыра.